# Ông cố vấn
Ông cố vấn: Người bị bắt (tiếng Anh: The advisor) là một phim gián điệp của đạo diễn Lê Dân, xuất phẩm ngày 02 tháng 09 năm 1996 tại Hà Nội. 

## Lịch sử
Truyện phim phỏng theo tập 1 tiểu thuyết Ông cố vấn: Hồ sơ một điệp viên từng rất ăn khách năm 1987. Tuy nhiên, nhà biên kịch không hoàn toàn bám sát nguyên tác mà phát triển thêm tình tiết để bổ trợ tâm lí nhân vật.
| “                 | Về việc chọn đạo diễn cho phim, ông Hữu Mai cho biết : "Ông Lê Dân và ông Phạm Kỳ Nam là hai đạo diễn Việt Nam được đào tạo ở Paris. Ông Lê Dân lại sống và làm việc ở miền Nam trước ngày giải phóng và cũng từng tham gia hoạt động cách mạng, từng ngồi qua các khám ở Sài Gòn. Tham khảo ý kiến của nhiều người trong nghề, đa số đều cho đó là một quyết định chính xác". | ” |
| — Đạo diễn Lê Dân | |   |

Năm 1992, nhóm làm phim tư nhân gồm đạo diễn Khiếu Nga, nhà biên kịch Đào Thanh Tùng, biên tập viên Trần Quy Lực và nhạc sĩ Đặng Hữu Phúc cũng đã thực hiện phim truyền hình 2 tập Nơi tình yêu đã chết dựa theo một phần đời bà cố vấn Trần Lệ Xuân. Vai Diễm Ngọc do nghệ sĩ Minh Hòa đảm nhiệm, cùng Nhật Minh (Cụ Thượng), Duy Thanh (Phạm Thiều), Hoàng Dũng (Lê Vũ), Thanh Loan (bà luật sư), Đức Trung (ông luật sư), Trà Giang, Lan Hương, Nguyễn Cung (tướng Đông), Ngọc Bích (vợ tướng Đông), Văn Đức, Ngọc Trâm, Hương Mai, Việt Bằng, Chí Trung... Bộ phim có kinh phí rất lớn ở thời điểm đầu thập niên 1990 cả về y phục và cảnh trí, có tới một nửa bối cảnh diễn ra trong khuôn viên Dinh Độc Lập. Thế nhưng phim bị dư luận báo chí chỉ trích là bôi nhọ quá mức gia đình Ngô chí sĩ và cá nhân Madame Nhu, gồm cả thiếu tướng Vũ Ngọc Nhạ, mà thời điểm đó họ còn sống. Phim chỉ chiếu trên VTV1 (giai đoạn thử nghiệm) hai đợt rồi phát hành băng video đại trà thông qua Trung tâm Mỹ Vân. Tuy nhiên, chính nhờ vai ấn tượng trong bộ phim này, nghệ sĩ Minh Hòa được đạo diễn Lê Dân chú ý và mời vào vai đệ nhất phu nhân Trần Lệ Xuân vì khả năng diễn xuất cùng ngoại hình giống nhân vật thật nhất mà không cần hóa trang.
Bấy giờ đề án được đương kim thủ tướng Võ Văn Kiệt hết lòng ủng hộ và quan tâm ngay từ lúc chưa khai máy. Mặc dù bộ phim không thể hoàn thành đúng tiến độ (dự định gồm 50 tập và chia làm 5 phần), tuy nhiên cũng kịp khắc họa khá sắc nét bối cảnh chính trị Việt Nam Cộng hòa giai đoạn khủng hoảng 1961–3. Cho tới thập niên 2020 vẫn chưa tác phẩm điện ảnh hay văn chương nào thực hiện nổi.

## Nội dung
Thời kì cư trú gần chợ Thị Nghè, Phêrô Vũ Đình Long xin được chân đánh máy chữ tại bộ Công Chánh. Anh thường lui tới văn phòng Hội cựu tự vệ Công giáo Phát Diệm để qua đó chiếm được cảm tình đức cha Hoàng Quỳnh và đức giám mục Lê Hữu Từ.
Tháng 12 năm 1958, trong cao trào tố Cộng diệt Cộng, một công chức Đoàn Công tác Đặc biệt Miền Trung tên Nguyễn Tư Thái (Tá Đen) phát hiện Hai Long có liên đới các hoạt động ngầm Việt Minh nên sai mật thám bắt Hai Long rồi tạm giam tại trại Tòa Khâm (Huế) do nhân vật Dương Văn Hiếu đảm trách. Tình cờ hôm đi tập thể dục, Hai Long nhận ra một chỉ huy cũ của mình là Mười Hương (Trần Quốc Hương) đang bị biệt giam. Nhờ các đường dây bí mật trong trại, Mười Hương chỉ đạo Hai Long phải "chui sâu leo cao" trong chính quyền để xây dựng lưới tình báo A22.
Nhờ sự vận động của đức cha Hoàng và đức cha Lê, Hai Long được giảm án xuống còn "từng có quá khứ theo Việt Minh", chỉ bị giam cho đến giữa năm 1961. Trước khi được thả, cuối năm 1959, thông qua hai đức cha, Hai Long đã đệ trình lên Ông Cậu Ngô Đình Cẩn bản kiến nghị Bốn nguy cơ của chế độ. Tờ trình được chuyển đến tay tổng thống Ngô Đình Diệm và ông cố vấn Ngô Đình Nhu ngay trước thềm chính biến 1960, khi Hai Long còn ngồi trong trại giam. Chính biến được dập ngay nhưng cái tên Hai Long khiến anh em họ Ngô chú ý.
Phóng thích chưa lâu, Hai Long được các cha nhắn lên Phủ Cam có việc khẩn. Vừa tới nơi, anh được yết kiến đức tổng giám mục Ngô Đình Thục, mới từ Sài Gòn bay ra miền Trung với vai trò đặc phái viên tổng thống. Anh được Ông Cậu Ngô Đình Cẩn cho xe rước về tư dinh dùng cơm trưa và vấn an thân mẫu. Một thời gian sau, cố vấn chính trị Ngô Đình Nhu cũng ra Huế gặp riêng Hai Long bàn cách ứng phó tình hình đang rất căng thẳng.
Kể tự đấy, Hai Long ung dung làm một công chức nhỏ giữa Sài Gòn hoa lệ, với bề ngoài giản dị nhưng anh được tùy nghi ra vào tổng thống phủ, vừa để bàn công việc với cố vấn Ngô Đình Nhu và phu nhân Trần Lệ Xuân vừa nắm bắt tình hình trong cơ quan đầu não chính quyền. Tuy nhiên, tổ chức bắt đầu ngờ Hai Long có biểu hiện hai mang. Một đằng, các đồng chí cũ thường tìm cách quấy nhiễu Hai Long; mặt khác, sở mật vụ của bác sĩ Trần Kim Tuyến vẫn cử người theo dõi nhất cử nhất động của anh, cả ở nhà và khi đi làm.

## Kĩ thuật
Phim được thực hiện tại Sài Gòn, Huế, Đà Lạt và Hà Nội giai đoạn 1994-1996.

### Sản xuất
- Chủ nhiệm : Hà Phạm Phú
- Phụ tá đạo diễn : Nguyễn Đình Thơ
- Thiết kế : Lê Chánh
- Cố vấn : Nghệ sĩ nhân dân Bùi Đình Hạc, Nghệ sĩ nhân dân Trần Vũ, Trần Bạch Đằng
- Chuyên viên tông giáo : Mai Thanh Hải
- Dựng phim : Lâm Song
- Hòa âm : Lê Nghĩa
- Chuyển âm : Hồng Phúc, Mai Trần, Nghệ sĩ ưu tú Lân Bích, Nghệ sĩ nhân dân Minh Đức, Vũ Đình Thân, Hoàng Đức Thắng, Nguyễn Trọng Hải
- Soạn nhạc : Lê Quang, Phú Quang
- Giọng ca : Nghệ sĩ nhân dân Lê Dung
- VTR : Lê Trí Dũng
- Bí thư trường quay : Bùi Thị Noan
- Phụ tá chủ nhiệm : Trần Văn Khiết
- Phụ tá thiết kế : Lê Anh Triều
- Phụ tá quay phim : Trang Công Hòa
- Hóa trang : Xuân Hồng
- Phục trang : Trần Bá Đông
- Dựng cảnh : Huỳnh Công Hải
- Đạo cụ : Lê Thắng
- Phối sáng : Năng - Sơn - Thịnh
- Kịch vụ : Nguyễn Thanh Tùng

### Diễn xuất
- Nghệ sĩ ưu tú Vũ Đình Thân[2]... Vũ Đình Long (Hai Long)
- Nguyễn Bá Lộc[3]... Ngô Đình Nhu
- Nghệ sĩ nhân dân Minh Hòa... Trần Lệ Xuân
- Nguyễn Bá Phong... Ngô Đình Diệm
- Nghệ sĩ ưu tú Thành Trí... Ngô Đình Cẩn
- Nguyễn Hậu... Dương Văn Hiếu
- Thanh Mai... Vợ Hai Long
- Hà Phạm Phú
- Hồng Lực
- Hồng Khắc Đào
- Thanh Tú

## Ảnh hưởng
Kịch bản phim Ông cố vấn dự định gồm 50 tập dựa trên 53 chương tiểu thuyết. 10 tập đầu thực hiện nhờ kinh phí nhà nước qua Chương trình chấn hưng điện ảnh cấp nhà nước, nhưng sau đó chính phủ bất ngờ ngưng cấp vốn nên đề án phải đình chỉ vô thời hạn.
Khác với tiểu thuyết, truyện phim có chỉnh lại tên tuổi, địa vị và cá tính nhân vật theo tập Nhật ký Đỗ Thọ của cố đại úy Đỗ Thọ. Ngoài ra, bộ phim cũng đi ngược hẳn xu hướng phim truyền hình Việt Nam thập niên 1980 và cả 1990, là thường mô tả chính trường Việt Nam Cộng hòa toàn nhân vật gốc miền Nam, nói giọng rặt Nam. Trong phim, có khá nhiều nhân vật dùng đặc giọng Bắc và Trung, để phản ánh lối cai trị của nhà Ngô là ưu ái lớp người Bắc di cư hơn dân bản xứ. Cũng vì công trình Dinh Độc Lập thời Đệ Nhất cộng hòa không còn, cho nên ngoại cảnh Dinh được phỏng dựng tại Dinh Gia Long.
Ông cố vấn được đánh giá vừa như tiếp nối thành công vừa như bổ sung cho Ván bài lật ngửa. Bộ phim tái hiện hầu như nguyên vẹn diễn biến cuộc đảo chính 1960 và những hệ lụy kèm theo. Thay vì ghép phim tư liệu, Ông cố vấn chọn cách dàn dựng lại vụ hòa thượng Thích Quảng Đức tự thiêu. Đồng thời, sinh hoạt thường nhật trong tổng thống phủ, tâm lí tính cách nhân vật Ngô Đình Diệm, và các hoạt động chính trị của nhân vật Trần Lệ Xuân... đều được khắc họa tương đối rõ nét. Phim cũng đi sâu vào phân tích mối hiệp thông phức tạp giữa gia đình Ngô chí sĩ và hàng giáo phẩm thay vì lặp lại luận điệu tuyên truyền chính trị rằng nhà Ngô chỉ là "tay sai Vatican".
Các nhân vật Nguyễn Chánh Thi, Vương Văn Đông, Nguyễn Văn Lực, Nguyễn Văn Cử, Phạm Phú Quốc, Phan Quang Đán, Trần Thiện Khiêm, Huỳnh Văn Cao, Trần Quốc Hương chỉ xuất hiện qua lời kể của nhiều nhân vật trong phim. Đồng thời, vai Hai Long của Vũ Đình Thân, Ngô Đình Nhu của Nguyễn Bá Lộc, Trần Lệ Xuân của Minh Hòa, Dương Văn Hiếu của Nguyễn Hậu và cô Nhẫn của Thanh Mai đều được coi là thành công nhất trong nghiệp điện ảnh của mỗi người.
| “                                    | Để hóa thân vào vai ông cố vấn, tôi phải nghiên cứu và học hỏi rất nhiều về mọi thứ liên quan nhân vật chính trị này. Thật sự lúc đó tôi đã rất lo lắng, cầm trên tay kịch bản mà lòng tôi rối tung. Vì sao ư ? Vì diễn viên Lâm Bình Chi đã đóng vai Ngô Đình Nhu rất ấn tượng trong bộ phim Ván Bài Lật Ngửa. Lo lắng thứ hai của tôi là những người biết về nhân vật thật Ngô Đình Nhu khá nhiều, chỉ cần tôi lệch một chút về dáng đi thôi, họ sẽ nhận ra ngay. Và áp lực không nhỏ khác chính là từ tôi - người biết rất ít về nhân vật này. Nhưng đạo diễn Lê Dân và nhà văn Hữu Mai đã động viên rất nhiều. Người mà tôi tiếp xúc đầu tiên là nhà tình báo Vũ Ngọc Nhạ, kế đó là những người quen còn sống, kể cả người hầu cận lớn tuổi của Ngô Đình Nhu. Suốt gần ba tháng vừa ngấu nghiến kịch bản vừa đi thực tế, dần dần tôi lấy lại tự tin. Điều thú vị mà tôi còn nhớ mãi là chuyện tiền thưởng của cố thủ tướng Võ Văn Kiệt, sau khi xem xong bộ phim Ông Cố Vấn, đã nồng nhiệt khen thưởng đoàn làm phim và tặng riêng cho tôi hai triệu đồng, nhưng lúc ấy tôi đi công tác, sau đó về anh em trong đoàn có trao tiền cho tôi và nói lại như vậy. | ” |
| — Hồi tưởng của tài tử Nguyễn Bá Lộc | |   |

Phim Ông cố vấn xuất xưởng ở giai đoạn cuối của quá trình phát sóng thử nghiệm Đài Truyền hình Việt Nam trên băng tần và hệ chỉ tiêu kĩ thuật mới. Bộ phim cũng là một trong những chương trình mở đầu thời kì phát sóng chính thức của VTV1 và VTV3. Tuy nhiên, phim chỉ được chiếu đến lần cuối cùng là năm 2000 thì không xuất hiện trên truyền thông đại chúng nữa do Hãng phim Hội Nhà Văn giải thể, băng gốc được hiến cho Viện Tư liệu Điện ảnh.
Ở thời điểm mới ra mắt, Ông cố vấn gây cơn bão trong dư luận điện ảnh Việt Nam vì nội dung quá thu hút cộng với dàn diễn viên có kinh nghiệm cao. Nhiều tờ báo giấy đương thời, nhất là ngành an ninh quân đội, nhân sự kiện này mà xới lại lịch sử Đệ Nhất cộng hòa dưới nhiều giác độ thâm trầm hơn. Đặc biệt, tuần san An Ninh Thế Giới của tòa báo CA TPHCM còn thực hiện hẳn loạt xã hội về triều đại họ Ngô, kéo dài tới ba năm. Phim khởi sự cho trào lưu chiếu loạt Việt Nam cuộc chiến 10000 ngày trên VTV3 và các đài tỉnh suốt mấy năm.
Đầu thập niên 2000, Ông cố vấn được gửi đi quảng bá tại các hội chợ và liên hoan phim quốc tế, một kênh truyền hình Úc xin nhượng quyền phát sóng với ngân khoản 20 triệu USD. Nhờ đó, Hãng phim Hội Nhà Văn (Viva Film Studio) thực hiện được hai xuất phẩm điện ảnh Nguyễn Ái Quốc ở Hồng Kông và Vượt qua bến Thượng Hải trước khi phải đóng cửa vì không theo kịp thị trường.

### Cước chú
1. ↑  Chỉ hiện diện 1 phút trong phim

## Liên kết

### Tư liệu
- Bao giờ có những khoảnh khắc mùa xuân ?